# 柴納·米耶維
柴納·米耶維（China Miéville、1972年9月6日—）是英國奇幻小說作家，漫畫家和學者。他喜歡描寫他的小說為“怪異小說”，有時也被稱為新怪異小說。

## 政治
他活躍在左翼政治，是美国托派组织国际社会主义组织成员以及英国托派组织社会主义工人党前成員（2013年退黨）。2013年，他成為新成立的英国泛左翼政党左翼团结的創始成員之一。
2012 - 2013年期間，他是伊利諾伊州羅斯福大學駐校作家。

## 主要著作

### 巴斯-拉格三部曲
- 《帕迪多街車站》（Perdido Street Station，2000）
- 《地疤》（The Scar，2002）
- 《鋼鐵議會》（Iron Council，2004）

### 長篇小說
- 《鼠王》（King Rat，1998）
- 《偽倫敦》（Un Lun Dun，2007）
- 《被謀殺的城市》（又譯為《城與城》，The City & the City，2009）

### 中篇小說
- 《新巴黎的最後時光》（The Last Days of New Paris，2016）

### 短篇小說
- 《尋找傑克》（Looking for Jake，2005）

## 外部連結
- "Rejectamentalist Manifesto" （页面存档备份，存于） Blog by China Miéville.
- 柴納·米耶維的英国文化协会文学专页
- 網路推理小說資料庫上的柴納·米耶維
- Author page at Macmillan – his UK publisher
- Lenin's Tomb （页面存档备份，存于）, where Mieville is an infrequent contributor.
- "Fifty Fantasy & Science Fiction Works That Socialists Should Read", an annotated book list originally compiled by China Miéville for Fantastic Metropolis